# Thuiaria uschakovi
Thuiaria uschakovi is een hydroïdpoliep uit de familie Sertulariidae. De poliep komt uit het geslacht Thuiaria. Thuiaria uschakovi werd in 1960 voor het eerst wetenschappelijk beschreven door Naumov. 